# طفحة المبيضات
طفحة المبيضات أو الطفح المبيضي (بالإنجليزية: Candidid)‏ هي حالة جلدية تتبع لتفاعل الطفحة وتثسبه الطفحة الفطرية.:311